# Ironic
Ironic è un brano scritto da Alanis Morissette e Glen Ballard per il terzo album della cantautrice statunitense-canadese Morissette Jagged Little Pill del 1995. È stato pubblicato come quarto singolo dell'album nel 1996. È considerata una canzone simbolo degli anni '90.

## Stile e temi del brano
Musicalmente, la canzone rientra perfettamente negli stilemi della musica grunge, con versi cantati molto delicatamente alternati ad un ritornello urlato e aggressivo. Il testo invece è una serie di vignette che descrivono delle situazioni, che si concludono sempre con la domanda "Isn't it ironic?" ("Non è ironico?"). Per esempio:
A traffic jam when you're already late
A no-smoking sign on your cigarette break
It's like ten thousand spoons when all you need is a knife
It's meeting the man of my dreams
And then meeting his beautiful wife
And isn't it ironic... don't you think?"

Un ingorgo stradale quando sei già in ritardo
Un cartello "vietato fumare" durante la tua pausa sigaretta
È come avere 10,000 cucchiai quando quello di cui hai bisogno è un coltello
È incontrare l'uomo dei miei sogni
e poi incontrare la sua bellissima moglie
È ironico... Non trovi?"
Nel 2004 la Morissette cambiò il testo per mostrare la propria approvazione nei confronti dei matrimoni omosessuali:.
"It's meeting the man of my dreams
And then meeting his beautiful husband"

"È incontrare l'uomo dei miei sogni
e poi incontrare il suo bellissimo marito"
"Ironic", che contiene nel testo un riferimento ad un incidente aereo, fu incluso nella lista delle "canzoni inappropriate" nel periodo successivo agli attacchi dell'11 settembre 2001.

## Video
Il video di Ironic diretto da Stéphane Sednaoui, vede la cantante guidare per una strada ricoperta di neve, in compagnia di tre amiche. Pian piano che il video procede viene rivelata l'identità delle altre tre ragazze: sempre la Morissette, vestita e pettinata in maniera differente. Le quattro amiche scherzano e ridono per tutta la durata del video; tuttavia, quando sul finale l'automobile si ferma e la cantante scende, l'allargamento dell'inquadratura rivela che l'automobile è vuota.

## Tracce
1. Ironic – 3:49
2. You Oughta Know (Acoustic / Live From The Grammy Awards) – 3:48
3. Mary Jane (Live) – 5:52
4. All I Really Want (Live) – 5:22

## Formazione
- Alanis Morissette – voce
- Lance Morrison – basso
- Rob Ladd – batteria, percussioni
- Basil Fung – chitarra
- Glen Ballard – chitarra
- Michael Thompson – organo

## Classifiche
| Classifica (1996)                      | Posizione massima |
| -------------------------------------- | ----------------- |
| Australian Singles Chart               | 3                 |
| Belgio (Franders) Singles Chart        | 6                 |
| Belgio (Wallonia) Singles Chart        | 9                 |
| Canadian Singles Chart                 | 1                 |
| Dutch Singles Chart                    | 6                 |
| French Singles Chart                   | 16                |
| German Singles Chart                   | 8                 |
| New Zealander Singles Chart            | 3                 |
| Norwegian Singles Chart                | 4                 |
| Philippine Top Hits                    | 1                 |
| Swedish Singles Chart                  | 24                |
| Swiss Singles Chart                    | 9                 |
| UK Singles Chart                       | 11                |
| U.S. Billboard Hot 100                 | 4                 |
| U.S. Billboard Modern Rock Tracks      | 1                 |
| U.S. Billboard Mainstream Rock Tracks  | 18                |
| U.S. Billboard Adult Contemporary      | 28                |
| U.S. Billboard Top 40 Mainstream       | 1                 |
| U.S. Billboard Adult Top 40            | 5                 |
| U.S. Billboard Rhythmic Top 40         | 11                |
| U.S. Billboard Top 40 Adult Recurrents | 1                 |